# Reinhard Lauck
Reinhard Lauck, född 16 september 1946 i Sielow, Tyskland, död 22 oktober 1997 i Berlin, var en östtysk fotbollsspelare som spelade för bl.a. 1. FC Union Berlin och BFC Dynamo.
Lauck tog OS-guld i fotbollsturneringen vid de olympiska sommarspelen 1976 i Montréal.

### Fotnoter
1. ↑  http://www.sports-reference.com/olympics/summer/1976/FTB/mens-football.html Arkiverad 7 mars 2009 hämtat från the Wayback Machine. Herrarnas fotbollsturnering vid sommar-OS 1976 på Sports-reference.com